# 20809 Ешінджоллі
20809 Ешінджоллі (20809 Eshinjolly) — астероїд головного поясу, відкритий 24 вересня 2000 року.
Тіссеранів параметр щодо Юпітера — 3,506.